# Ruta de Rhode Island 102
La Ruta de Rhode Island 102, y abreviada R.I. 102 (en inglés: Rhode Island Route 102) es una carretera estatal estadounidense ubicada en el estado de Rhode Island. La carretera inicia en el Sur desde la Ruta 1A     en North Kingstown hacia el Norte en la Ruta 5  , Ruta 146A   en North Smithfield. La carretera tiene una longitud de 71,6 km (44.5 mi).

## Mantenimiento
Al igual que las autopistas interestatales, y las rutas federales y el resto de carreteras estatales, la Ruta de Rhode Island 102 es administrada y mantenida por el Departamento de Transporte de Rhode Island por sus siglas en inglés RIDOT.

## Cruces
La Ruta de Rhode Island 102 es atravesada principalmente por la US 1  , Ruta 2 , Ruta 4 y I 95 en North Kingstown y Exeter
Ruta 14  , US 6 , US 44  en Coventry–  Scituate, Glocester.